# 12 X 5
 (juin 2020).
Albums de The Rolling Stones
England's Newest Hit Makers
(1964) Now!
(1965)
12 x 5 (se prononce Twelve By Five) est le deuxième album américain des Rolling Stones. Édité en 33 tours en octobre 1964, il paraît avant le second album britannique The Rolling Stones No. 2. Quelques morceaux sont présents sur ces deux disques.

## Contenu
Le titre indique qu'il contient 12 morceaux joués par 5 musiciens. Il reprend l'idée d'un EP des mêmes Stones paru au Royaume-Uni au mois d'août et baptisé Five By Five.
Cet album contient essentiellement des reprises ainsi que cinq morceaux originaux des Stones. Trois sont signés Jagger/Richards, et deux chansons sont créditées « Nanker Phelge », un pseudonyme utilisé par les Stones entre 1963 et 1965 pour désigner une écriture réalisée par tous les membres du groupe.
La photo de la pochette est réalisée par David Bailey. Elle sera réutilisée par Decca pour No 2.
Un album similaire est sorti en France sous le titre Around and Around et en Allemagne sous le titre Beat Beat Beat.
La chanson Congratulation écrite par Jagger/Richards est inédite au Royaume-Uni. Il faudra attendre la compilation No Stone Unturned en 1973 pour la découvrir, tandis que Time Is on My Side et 2120 South Michigan Avenue paraissent respectivement sur The Rolling Stones No. 2 et Five By Five sous des versions différentes (version réenregistrée pour la première et version raccourcie pour la seconde afin de respecter la durée des faces de l'EP).

## Titres
| 1.  | Around and Around          | Chuck Berry                                | Five By Five                                | 3:03 |
| 2.  | Confessin' the Blues       | Jay McShann/Walter Brown                   | Five By Five                                | 2:47 |
| 3.  | Empty Heart                | Nanker Phelge                              | Five By Five                                | 2:37 |
| 4.  | Time Is on My Side         | Norman Meade                               | The Rolling Stones No. 2 (nouvelle version) | 2:53 |
| 5.  | Good Times, Bad Times      | Jagger/Richards                            | It's All Over Now (single)                  | 2:30 |
| 6.  | It's All Over Now          | Bobby Womack/Shirley Jean Womack           | It's All Over Now (single)                  | 3:26 |
| 7.  | 2120 South Michigan Avenue | Nanker Phelge                              | Five By Five (version raccourcie)           | 3:38 |
| 8.  | Under the Boardwalk        | Arthur Resnick/Kenny Young                 | The Rolling Stones No. 2                    | 2:46 |
| 9.  | Congratulations            | Mick Jagger/Keith Richards                 | Inédit                                      | 2:29 |
| 10. | Grown Up Wrong             | Mick Jagger/Keith Richards                 | The Rolling Stones No. 2                    | 2:05 |
| 11. | If You Need Me             | Robert Bateman/Wilson Pickett              | Five By Five                                | 2:04 |
| 12. | Susie Q                    | Eleanor Broadwater/Stan Lewis/Dale Hawkins | The Rolling Stones No. 2                    | 1:50 |

## Musiciens
- Brian Jones - guitares, harmonica, chant, percussions
- Mick Jagger - chant, harmonica, percussions
- Keith Richards - guitares, chant
- Charlie Watts - batterie, percussions
- Bill Wyman - basse, chant

### Musicien additionnel
- Ian Stewart - Piano sur Aurond and Aurond, Confessin' the Blues. Orgue sur Empty Heart, Time is on My Side, 2120 South Michigan Avenue, If You Need Me.

## Sources
(août 2023).
- Jukebox magazine n°186, décembre 2002, p.8